# Ernest P. Worrell
Ernest Powertools Worrell est un personnage de fiction incarné par Jim Varney dans une série de publicités télévisées, principalement tournées en vidéo numérique (une nouveauté à l'époque), et plus tard dans une série télévisée (Hey, Vern, It's Ernest!) comme une série de longs métrages.

## Historique
Les publicités d'Ernest ont été prises avec une caméra de poche à la maison du producteur de John R. Cherry III et Jerry Carden. Au fur et à mesure que leur nombre de clients augmentait, Jim Varney faisait parfois plus de 25 versions différentes d'un même endroit en une seule journée. Coke Sams a déclaré que Varney avait une mémoire photographique et qu'il lirait le script une fois puis insérerait les différents noms de produits sur différentes prises,.